# Butts megye
Butts megye az Amerikai Egyesült Államokban, azon belül Georgia államban található. Megyeszékhelye és legnagyobb városa Jackson. Lakosainak száma 25 434 fő (2020. április 1.). Butts megye Newton, Monroe, Lamar, Jasper, Henry és Spalding megyékkel határos.

## Népesség
A megye népességének változása:
| Lakosok száma | 23 734 | 23 559 | 23 480 | 23 361 | 23 593 | 25 434 |
|               | 2010   | 2011   | 2012   | 2013   | 2015   | 2020   |